# 1948 Кампала
1948 Кампала (1948 Kampala) — астероїд головного поясу, відкритий 3 квітня 1935 року.
Тіссеранів параметр щодо Юпітера — 3,422.